# John Quade
John Quade, né le 1er avril 1938 à Kansas City et mort le 9 août 2009 à Rosamond, en Californie, est un acteur américain.

## Biographie
John alla à la Perry Rural High School à Perry dans le Kansas avant d'être transféré à la Highland Park High School de Topeka le 7 septembre 1954. Alors qu'il était à Highland Park, il était tackle au football américain et participe également à des matchs de basket-ball et ou des compétitions sur piste d'athlétisme. Il était membre des clubs de philatélie, de radioamateur et de jeu d'échecs, jeu de dames. Il fut diplômé de Highland Park en mai 1956.
Quade a fréquenté l'Université Washburn, session d'automne 1956. Il a travaillé à l'atelier de réparation de la Santa Fe Railway à Topeka et en tant qu'ingénieur en aérospatiale, avant ses débuts au cinéma en 1972. Dans les années 1960, il s'associa au rocker Zane Ashton (alias Bill Aken) dans la société de production « Progressive Sounds Of America ».
La plupart de leurs productions se firent au Richie Podolor's American Recording dont ceux des Roosters, Fenwyck, Big Joe Long et de l'United Artists Kathy Dee. Ashton était le fils adoptif du guitariste Francisco Mayorga et de Lupe, sa femme actrice. Au début de l'aventure, Ashton a contribué à ouvrir aux deux partenaires les portes des affaires dans le monde de la musique. Passant rapidement d'un bureau une pièce à Maywood en Californie à des bureaux sur plusieurs étages à Hollywood, ils vendirent la société à la Pat Quinlan Agency en 1968, ce qui n'a pas eu raison de leur amitié.
Le 9 août 2009, Quade décède à son domicile de Rosamond en Californie à l'âge de 71 ans.

## Carrière
Quade a joué dans L'Homme des Hautes Plaines, Josey Wales hors-la-loi, Doux, dur et dingue et Ça va cogner avec Clint Eastwood. Il est apparu dans Papillon avec Steve McQueen et Dustin Hoffman. Il est apparu dans de nombreux téléfilms et séries télé dont Racines et Dream West. Quade a joué dans deux séries éphémères : Flatbush (1979) et Lucky Luke (1992).
Il fait plusieurs apparitions dans des émissions de télévision comme Bonanza, Gunsmoke, Starsky et Hutch, Shérif, fais-moi peur (dans l'épisode Course à la casse), K 2000 (dans l'épisode pilote La Revanche), Buck Rogers au XXVe siècle (dans les deux parties de l'épisode La Légion noire, le méchant doué du pouvoir de télékinésie), Racines, L'Agence tous risques (dans les épisodes La Pêche miraculeuse et de Les Braconniers) ou On the Air.
Avec son accent traînant, à l'apparence trapue et aux yeux louches, il fut souvent appelé à jouer les agents de maintien de l'ordre du Sud ou en milieu rural en plus des rôles habituels de personnages antagonistes.

## Militantisme
Quade était un adversaire déclaré du gouvernement américain croyant qu'il était devenu radicalement différent de l'intention des pères fondateurs. Il a donné de nombreuses conférences sur le Nouvel ordre mondial de l'actuel gouvernement. En bref, il s'opposait à l'article 2 du quatorzième amendement de la Constitution des États-Unis, aux numéros de sécurité sociale et au permis de conduire.
Il a souvent été qualifié d'« acteur, ingénieur aérospatial et militant chrétien ». Il était un partisan du titre d'Allodial convaincu du droit coutumier[pas clair].

## Filmographie

### Cinéma
- 1972 : Hammer : Riley
- 1972 : Les rebelles viennent de l'enfer (Bad Company) : Nolan
- 1973 : Deadhead Miles : Spud Holder
- 1973 : L'Homme des Hautes Plaines (High Plains Drifter) : Jake Ross
- 1973 : Brother in the Run : Fatback
- 1973 : Papillon : Masked Breton
- 1973 : L'Arnaque (The Sting) : Riley
- 1974 : The Swinging Cheerleaders : Belski
- 1975 : Mr. Ricco de Paul Bogart : Arkansas
- 1975 : 92 in the Shade : Roy
- 1976 : La Loi de la haine (The Last Hard Men) : Gant
- 1976 : Josey Wales hors-la-loi (The Outlaw Josey Wales) : Le leader des Comancheros
- 1976 : Special Delivery : Barney
- 1978 : Doux, Dur et Dingue (Every Which Way But Loose) : Cholla
- 1980 : Ça va cogner (Any Which Way You Can) : Cholla
- 1981 : Winchester et Jupons courts (Bil Doolin, le hors la loi), (Cattle Annie and Little Britches) de Lamont Johnson : Morgan, le patron du restaurant
- 1985 : Fury to Freedom : Mr. Ries
- 1987 : Tigershark (en) : 'Cowboy' Dave Reynolds
- 1987 : La Bamba : Un serveur
- 1991 : The Giant of Thunder Mountain : Carl
- 1991 : Newman (And You Thought Your Parents Were Weird) : Walter Kotzwinkle

### Télévision
- 1968 : Les Mystères de l'Ouest (Wild, Wild, West) (série télévisée) : Un homme
- 1968 et 1971 : Bonanza (série télévisée) : Un télégraphiste / Tallman
- 1969 : Chaparral (série télévisée) : Un serveur
- 1969 : Mannix (série télévisée) : Un serveur au Gladhand
- 1971 : Gunsmoke (série télévisée) : Shaw
- 1971 : Sam Cade (série télévisée) : Frank Mueller
- 1971 : Bearcats! (série télévisée) : Brady
- 1971-1972 : Nichols (série télévisée) : Scully One / Zeb
- 1972 : Killer by Night (téléfilm) : un conducteur de camion à l'hôpital
- 1972 : Goodnight, My Love (téléfilm) : Edgar
- 1972 : L'Homme de fer (Ironside) (série télévisée) : Johnny Andrews
- 1973 : Dusty's Trail (série télévisée) : Jake
- 1973 : The Blue Knight (en) de Robert Butler (téléfilm) : Knobby Booker
- 1973 : Roll Out (série télévisée) : Cook
- 1973 : Faraday and Company (série télévisée) : Hooper
- 1974 : McMillan & Wife (série télévisée) : Un portier
- 1974 : S.O.S. hélico (série télévisée) : Brandt
- 1974 : Planète Terre (Planet Earth) (Téléfilm) : Commandant Kreeg
- 1974 : Kung Fu (série télévisée) : Johnson
- 1974 : Virginia Hill (Téléfilm) : Mousie
- 1974 : L'enfant du désert (The Godchild) (Téléfilm) : Denton
- 1974 et 1976 : Un shérif à New York (McCloud) (série télévisée) : Merle Koska / Pete Stern
- 1975 : Deux cent dollars plus les frais (The Rockford Files) (série télévisée) : Tenner
- 1975 : Last Hours Before Morning (téléfilm) : Korbett
- 1975 : Police Story (série télévisée) : Red Neck / Red
- 1975 : Switch (série télévisée) : Sheriff Jacobs
- 1975 et 1978 : Sergent Anderson (série télévisée) : Ganz / Willy
- 1976 : Kojak (série télévisée) : Colby
- 1976 : Sur la piste des Cheyennes (The Quest) (série télévisée) : Neeley
- 1976 : Super Jaimie (The Bionic Woman) (série télévisée) : Hawkins
- 1977 : Racines (série télévisée) : shériff Briggs
- 1977 : Starsky et Hutch (série télévisée) : Vic Humphries
- 1977 : Escape from Bogen County (téléfilm) : shériff Mason
- 1977 : Peter Lundy and the Médicine Hat Stallion (téléfilm) : Adam
- 1977 : The Hardy Boys/Nancy Mysteries (série télévisée) : Un shériff
- 1977 : Night of Terror (Téléfilm) : Old Derelict
- 1978 : Le Signe de justice (Sword of Justice) (série télévisée) : Lt. Ellis
- 1978 : Drôles de dames (Charlie's Angels) (série télévisée) : Lester Brown
- 1978 : Go West, Young Girl (Téléfilm) : Ingalls
- 1978 : Baretta (série télévisée) : Schreiber
- 1978 : Le Fantôme du vol 401 (The Ghost of Flight 401) (téléfilm) : Marshall
- 1978-1979 : Vegas (série télévisée) : Hugh / Dominic
- 1979 : Buck Rogers (série télévisée) : Jolen Quince
- 1979 : Flatbush (en) (série télévisée) : Clean Otto
- 1979 : La Conquête de l'Ouest (How the West Was Won) (série télévisée) : Waddie Travers
- 1979 : Shérif, fais-moi peur (The Dukes Of Hazzard) (série télévisée) : Augie Detweiller
- 1979 : Paris (en) (série télévisée) : Lupo
- 1980 : Galactica 1980 (série télévisée) : Sheriff Ellsworth
- 1980 : Power (téléfilm) : le contremaître du chargement sur les docks
- 1980 : B.J. and the Bear (série télévisée) : Taker
- 1980 : CBS Library (série télévisée) : Matthewson
- 1980 : The Yeagers (série télévisée) : Roy
- 1980 : Chips (série télévisée) : Reno
- 1980 : Trouble in High Timber County (Téléfilm) : Roy
- 1980 : When the Whistle Blows (série télévisée) : Cooley Johnson
- 1980 : Shérif, fais-moi peur (série TV) : "Course à la casse" (Saison 2 - Episode 8) : Augie
- 1981 : Big Bend Country (téléfilm) : Hart
- 1981 : Palmerstown, USA (série télévisée) : Luke Spears
- 1981 et 1983 : L'Homme qui tombe à pic (The Fall Guy) (série télévisée) : Roland / Head Hitman
- 1982 : K2000 (série télévisée) : Dolan
- 1982 : Quincy (série télévisée) : Le propriétaire du bureau de prêt sur gage
- 1983 et 1985 : L'Agence tous risques (The A-Team) (série télévisée) : Garber / McKaydoo
- 1984 : No Man's Land (Téléfilm) : Henry Lambert
- 1985 : Capitaine Furillo (Hill Street Blues) (série télévisée) : Sal Intestinale
- 1986 : Seasons in the Sun (Téléfilm) : Gordie Vickers
- 1986 : Dream West (série télévisée) : Big Fallon
- 1986 : Disney Parade (série télévisée) : Knife
- 1986 : Houston: The Legend of Texas (Téléfilm) : Sen. Stansbury
- 1987 : Les Incorruptibles de Chicago (Crime Story) (série télévisée) : Capitaine
- 1987 : La Malédiction du loup-garou (Werewolf) (série télévisée) : Le propriétaire de la remise de l'entrepôt
- 1987 : Police 2000 (Téléfilm) : Un serveur
- 1988 : Poursuite en Arizona (The Tracker) (téléfilm) : Lomax
- 1989 : Rick Hunter (série télévisée) : Jim Holloway
- 1990 : Alerte à Malibu (Baywatch) (série télévisée) : Kyle Rigler
- 1992 : On the Air (série télévisée) :  Billy Mulkahey
- 1992 : Lucky Luke (série télévisée) : Frank
- 1993 : Lonesome Dove : La Loi des justes (Return to Lonesome Dove) (série télévisée) : Martin